# Earl of Harewood

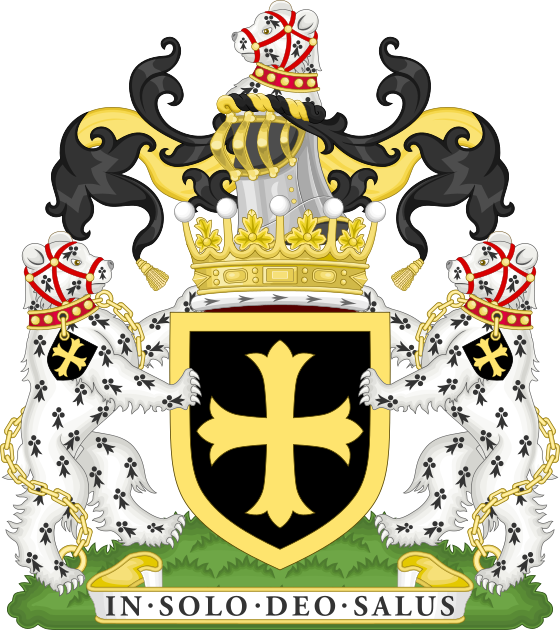
Wappen der Earls of Harewood

Earl of Harewood (/ˈhɑːrwʊd/) ist ein erblicher britischer Adelstitel in der Peerage of the United Kingdom.
Familiensitz der Earls ist Harewood House in West Yorkshire.

## Verleihung
Der Titel wurde am 7. September 1812 für Edward Lascelles, 1. Baron Harewood geschaffen, zusammen mit dem nachgeordneten Titel Viscount Lascelles. Er war durch den Anbau von Zuckerrohr in der Karibik reich geworden und einer der größten Sklavenhalter dort. Bereits am 18. Juni 1796 war ihm in der Peerage of Great Britain der fortan ebenfalls nachgeordnete Titel Baron Harewood, of Harewood in the County of York, verliehen worden.
Die Baronie war zuvor bereits einmal am 9. Juli 1790 seinem Cousin, dem Unterhausabgeordneten Edwin Lascelles, verliehen worden, jedoch bei dessen kinderlosem Tod am 25. Januar 1795 erloschen. Der 7. Earl war ein Cousin von Königin Elisabeth II. Seine Mutter Mary, Princess Royal war eine Tochter von König Georg V.

## Liste der Earls of Harewood und Barone Harewood

### Barone Harewood (1790), erste Verleihung
- Edwin Lascelles, 1. Baron Harewood (1713–1795)

### Barone Harewood (1796), zweite Verleihung
- Edward Lascelles, 1. Baron Harewood (1739/40–1820) (1812 zum Earl of Harewood erhoben)

### Earls of Harewood (1812)
- Edward Lascelles, 1. Earl of Harewood (1740–1820)
- Henry Lascelles, 2. Earl of Harewood (1767–1841)
- Henry Lascelles, 3. Earl of Harewood (1797–1857)
- Henry Thynne Lascelles, 4. Earl of Harewood (1824–1892)
- Henry Ulick Lascelles, 5. Earl of Harewood (1846–1929)
- Henry George Charles Lascelles, 6. Earl of Harewood (1882–1947)
- George Henry Hubert Lascelles, 7. Earl of Harewood (1923–2011)
- David Lascelles, 8. Earl of Harewood (* 1950)

Titelerbe (Heir Apparent) ist der Sohn des jetzigen Earls, Alexander Lascelles, Viscount Lascelles (* 1980).